# Адриансенс, Ян
Ян (Цезарь Ян) Адриансенс (нидерл. Jan Adriaensens; род. 6 июня 1932, коммуна Виллебрук, провинция Антверпен, Бельгия) — бельгийский профессиональный шоссейный велогонщик в 1952-1961 годах.

## Достижения
1952
2-й De Drie Zustersteden
3-й Route de France
1953
1-й Circuit des six provinces
1955
1-й Тур Марокко — Генеральная классификация
3-й Week-end ardennais
5-й Флеш Валонь
5-й Льеж — Бастонь — Льеж
1956
1-й Четыре дня Дюнкерка — Генеральная классификация
1-й — Этапы 1 и 4
3-й Тур де Франс — Генеральная классификация
 Лидер в генеральной классификации после Этапов 12-14
1957
1-й — Этап 3 Париж — Ницца
3-й Париж — Брюссель
3-й Tour du Tessin
7-й Вуэльта Испании — Генеральная классификация
1-й — Этап 7
9-й Тур де Франс — Генеральная классификация
1958
1-й Tour du Tessin
1-й Tour de l'Ouest — Генеральная классификация
1-й — Этапы 2 и 2b
4-й Тур де Франс — Генеральная классификация
1959
2-й Чемпионат Бельгии — Групповая гонка
2-й Tour de l'Ouest — Генеральная классификация
6-й Тур де Франс — Генеральная классификация
1960
3-й Тур де Франс — Генеральная классификация
 Лидер в генеральной классификации после Этапов 6-9
9-й Супер Престиж Перно (вместе с Франсуа Маэ)
1961
1-й Flèche hesbignonne-Cras Avernas
10-й Тур де Франс — Генеральная классификация

## Статистика выступлений

### Гранд-туры
| Гранд-тур                 | 1953 | 1954 | 1955 | 1956 | 1957 | 1958 | 1959 | 1960 | 1961 |
| ------------------------- | ---- | ---- | ---- | ---- | ---- | ---- | ---- | ---- | ---- |
| Джиро д’Италия            | —    | —    | —    | —    | —    | 11   | —    | 12   | —    |
| Тур де Франс              | 45   | —    | 28   | 3    | 9    | 4    | 6    | 3    | 10   |
| (c 2010 ) Вуэльта Испании | НП   | НП   | —    | —    | 7    | —    | НФ   | —    | —    |

| —  | Не участвовал        |
| НП | Гонка не проводилась |
| НФ | Не финишировал       |